# Гай (юрист)
Вижте пояснителната страница за други личности с името Гай.
Гай (на латински: Gaius) е римски юрист.
Сведенията за живота му са изключително оскъдни, но по правните му коментари, засягащи законодателството от времето на императорите Адриан, Антонин Пий, Марк Аврелий и Комод, се съди, че вероятно е живял между 110 и 180 година. След своята смърт Гай се превръща в авторитет в областта на правото, като император Теодосий II го определя като един от петимата юристи (заедно с Папиниан, Улпиан, Херений Модестин и Юлий Павел), чиито тълкувания трябва да бъдат следвани в римската съдебна система. Впоследствие трудовете на тези петима юристи се превръщат в основния източник за римското право.